# Moskalenki
Moskalenki (in russo Москаленки?) è un insediamento operaio dell'oblast' di Omsk, in Russia, nella parte sud della Siberia Occidentale. È il centro amministrativo del distretto Moskalenskij.
Si trova a 95 km a ovest di Omsk.